# L'ultimo giorno che ho
L'ultimo giorno che ho è un brano musicale rap prodotto del deejay italiano Don Joe e dal deejay Shablo, pubblicato come secondo singolo estratto dall'album Thori & Rocce. Il brano figura il featuring dei rapper Marracash e Deleterio. Il singolo è stato reso disponibile il 13 ottobre 2011. Il video musicale, la cui regia è stata curata da Yo Clas! del brano è stato pubblicato lo stesso giorno.

## Tracce
Download digitale
1. L'ultimo giorno che ho - 3:19